# 1re étape du Tour de France 2013
Pour un article plus général, voir Tour de France 2013.
La 1re étape du Tour de France 2013 s'est déroulée le samedi 29 juin 2013. Elle part de Porto-Vecchio et arrive à Bastia. L'étape est remportée au sprint par l'Allemand Marcel Kittel (Argos-Shimano) qui s'empare du premier maillot jaune de cette 100e édition.

## Parcours
Le Tour de France fait pour la première fois étape en Corse. La course débute à Porto-Vecchio. Après une boucle vers le sud, passant par Bonifacio et la côte de Sotta (147 mètres), classé en quatrième catégorie, le parcours de l'étape remonte vers le nord de l'île, en direction de Bastia. Les 213 kilomètres du parcours longent en grande partie les côtes méditerranéennes, avec un sprint à San-Giuliano, au km 150.

## Déroulement de la course
Cinq coureurs sont échappés dès le départ réel de la course : Lars Boom (Belkin), Jérôme Cousin (Europcar), Cyril Lemoine (Sojasun), Juan Antonio Flecha (Vacansoleil-DCM) et Juan José Lobato (Euskaltel Euskadi). Ce dernier est passé en tête au sommet du seul Grand Prix de la montagne du jour et devient le premier maillot à pois de ce Tour de France.
Sur la ligne d'arrivée, l'autocar de l'équipe Orica-GreenEDGE, trop haut, est bloqué sous l'arche de la ligne d'arrivée, ce qui paralyse la zone d'arrivée quelques minutes seulement avant l'arrivée du peloton. Cependant, cet incident est sans conséquence directe sur la course puisque la zone d'arrivée est finalement évacuée avant que le peloton n'arrive. Il engendre une certaine désorganisation au sein du comité de direction de course qui a dans un premier temps, déplacé la ligne d'arrivée à la pancarte matérialisant les trois derniers kilomètres, avant finalement de revenir sur cette décision et de laisser la course se dérouler comme prévu.
Ces décisions perturbent la fin de course au sein du peloton et une violente chute se produit à six kilomètres de l'arrivée piégeant notamment Mark Cavendish (Omega Pharma-Quick Step), grand favori de l'étape, Peter Sagan (Cannondale) ou encore Alberto Contador (Saxo-Tinkoff). Concernant les coureurs au sol, Tony Martin (Omega Pharma-Quick Step) est le plus touché alors que Rui Costa (Movistar) souffre du poignet et que Geraint Thomas (Sky) est durement tombé. À la suite de cette discorde, la direction de la course décide de classer tous les coureurs dans le même temps. L'Allemand Marcel Kittel (Argos-Shimano) remporte cette étape au sprint et devient, par la même occasion, le premier maillot jaune du 100e Tour de France.

## Résultats

### Classement de l'étape
| Classement de la 1re étape | Classement de la 1re étape | Classement de la 1re étape | Classement de la 1re étape | Classement de la 1re étape |
|                            | Coureur                    | Pays                       | Équipe                     | Temps                      |
| -------------------------- | -------------------------- | -------------------------- | -------------------------- | -------------------------- |
| 1er                        | Marcel Kittel              | Allemagne                  | Argos-Shimano              | en 4 h 56 min 52 s         |
| 2e                         | Alexander Kristoff         | Norvège                    | Katusha                    | m.t                        |
| 3e                         | Danny van Poppel           | Pays-Bas                   | Vacansoleil-DCM            | m.t                        |
| 4e                         | David Millar               | Royaume-Uni                | Garmin-Sharp               | m.t                        |
| 5e                         | Matteo Trentin             | Italie                     | Omega Pharma-Quick Step    | m.t                        |
| 6e                         | Samuel Dumoulin            | France                     | AG2R La Mondiale           | m.t                        |
| 7e                         | Gregory Henderson          | Nouvelle-Zélande           | Lotto-Belisol              | m.t                        |
| 8e                         | Jürgen Roelandts           | Belgique                   | Lotto-Belisol              | m.t                        |
| 9e                         | José Joaquín Rojas         | Espagne                    | Movistar                   | m.t                        |
| 10e                        | Kris Boeckmans             | Belgique                   | Vacansoleil-DCM            | m.t                        |
| modifier                   |                            |                            |                            |                            |

### Points attribués
| Sprint intermédiaire de San Giuliano (km 150) | Sprint intermédiaire de San Giuliano (km 150) | Sprint intermédiaire de San Giuliano (km 150) | Sprint intermédiaire de San Giuliano (km 150) | Sprint intermédiaire de San Giuliano (km 150) |
| --------------------------------------------- | --------------------------------------------- | --------------------------------------------- | --------------------------------------------- | --------------------------------------------- |
|                                               | Coureur                                       | Pays                                          | Équipe                                        | Point(s)                                      |
| 1er                                           | Lars Boom                                     | Pays-Bas                                      | Belkin                                        | 20                                            |
| 2e                                            | Juan Antonio Flecha                           | Espagne                                       | Vacansoleil-DCM                               | 17                                            |
| 3e                                            | Cyril Lemoine                                 | France                                        | Sojasun                                       | 15                                            |
| 4e                                            | Jérôme Cousin                                 | France                                        | Europcar                                      | 13                                            |
| 5e                                            | Juan José Lobato                              | Espagne                                       | Euskaltel Euskadi                             | 11                                            |
| 6e                                            | André Greipel                                 | Allemagne                                     | Lotto-Belisol                                 | 10                                            |
| 7e                                            | Mark Cavendish                                | Royaume-Uni                                   | Omega Pharma-Quick Step                       | 9                                             |
| 8e                                            | Peter Sagan                                   | Slovaquie                                     | Cannondale                                    | 8                                             |
| 9e                                            | Kris Boeckmans                                | Belgique                                      | Vacansoleil-DCM                               | 7                                             |
| 10e                                           | Matthew Goss                                  | Australie                                     | Orica-GreenEDGE                               | 6                                             |
| 11e                                           | Nacer Bouhanni                                | France                                        | FDJ.fr                                        | 5                                             |
| 12e                                           | Fabio Sabatini                                | Italie                                        | Cannondale                                    | 4                                             |
| 13e                                           | Gert Steegmans                                | Belgique                                      | Omega Pharma-Quick Step                       | 3                                             |
| 14e                                           | Sylvain Chavanel                              | France                                        | Omega Pharma-Quick Step                       | 2                                             |
| 15e                                           | Jonathan Hivert                               | France                                        | Sojasun                                       | 1                                             |
| modifier                                      |                                               |                                               |                                               |                                               |

| Classement de l'étape | Classement de l'étape | Classement de l'étape | Classement de l'étape   | Classement de l'étape |
| --------------------- | --------------------- | --------------------- | ----------------------- | --------------------- |
|                       | Coureur               | Pays                  | Équipe                  | Point(s)              |
| 1er                   | Marcel Kittel         | Allemagne             | Argos-Shimano           | 45                    |
| 2e                    | Alexander Kristoff    | Norvège               | Katusha                 | 35                    |
| 3e                    | Danny van Poppel      | Pays-Bas              | Vacansoleil-DCM         | 30                    |
| 4e                    | David Millar          | Royaume-Uni           | Garmin-Sharp            | 26                    |
| 5e                    | Matteo Trentin        | Italie                | Omega Pharma-Quick Step | 22                    |
| 6e                    | Samuel Dumoulin       | France                | AG2R La Mondiale        | 20                    |
| 7e                    | Gregory Henderson     | Nouvelle-Zélande      | Lotto-Belisol           | 18                    |
| 8e                    | Jürgen Roelandts      | Belgique              | Lotto-Belisol           | 16                    |
| 9e                    | José Joaquín Rojas    | Espagne               | Movistar                | 14                    |
| 10e                   | Kris Boeckmans        | Belgique              | Vacansoleil-DCM         | 12                    |
| 11e                   | Daryl Impey           | Afrique du Sud        | Orica-GreenEDGE         | 10                    |
| 12e                   | Sep Vanmarcke         | Belgique              | Belkin                  | 8                     |
| 13e                   | Julien Simon          | France                | Sojasun                 | 6                     |
| 14e                   | Nicolas Roche         | Irlande               | Saxo-Tinkoff            | 4                     |
| 15e                   | Simon Gerrans         | Australie             | Orica-GreenEDGE         | 2                     |
| modifier              |                       |                       |                         |                       |

### Cols et côtes
| \| Côte de Sotta (km 45,5) 4e catégorie \| Côte de Sotta (km 45,5) 4e catégorie \| Côte de Sotta (km 45,5) 4e catégorie \| Côte de Sotta (km 45,5) 4e catégorie \| Côte de Sotta (km 45,5) 4e catégorie \| \| ------------------------------------ \| ------------------------------------ \| ------------------------------------ \| ------------------------------------ \| ------------------------------------ \| \| \| Coureur \| Pays \| Équipe \| Point(s) \| \| 1er \| Juan José Lobato \| Espagne \| Euskaltel Euskadi \| 1 \| \| modifier \| \| \| \| \| |                  |         |                   |          |
| Côte de Sotta (km 45,5) 4e catégorie |                  |         |                   |          |
| | Coureur          | Pays    | Équipe            | Point(s) |
| 1er | Juan José Lobato | Espagne | Euskaltel Euskadi | 1        |
| modifier |                  |         |                   |          |

## Classements à l'issue de l'étape

### Classement général
| Classement général | Classement général | Classement général | Classement général      | Classement général |
|                    | Coureur            | Pays               | Équipe                  | Temps              |
| ------------------ | ------------------ | ------------------ | ----------------------- | ------------------ |
| 1er                | Marcel Kittel      | Allemagne          | Argos-Shimano           | en 4 h 56 min 52 s |
| 2e                 | Alexander Kristoff | Norvège            | Katusha                 | m.t                |
| 3e                 | Danny van Poppel   | Pays-Bas           | Vacansoleil-DCM         | m.t                |
| 4e                 | David Millar       | Royaume-Uni        | Garmin-Sharp            | m.t                |
| 5e                 | Matteo Trentin     | Italie             | Omega Pharma-Quick Step | m.t                |
| 6e                 | Samuel Dumoulin    | France             | AG2R La Mondiale        | m.t                |
| 7e                 | Gregory Henderson  | Nouvelle-Zélande   | Lotto-Belisol           | m.t                |
| 8e                 | Jürgen Roelandts   | Belgique           | Lotto-Belisol           | m.t                |
| 9e                 | José Joaquín Rojas | Espagne            | Movistar                | m.t                |
| 10e                | Kris Boeckmans     | Belgique           | Vacansoleil-DCM         | m.t                |
| modifier           |                    |                    |                         |                    |

### Classement par points
| Classement par points | Classement par points | Classement par points | Classement par points | Classement par points |
| --------------------- | --------------------- | --------------------- | --------------------- | --------------------- |
|                       | Coureur               | Pays                  | Équipe                | Point(s)              |
| 1er                   | Marcel Kittel         | Allemagne             | Argos-Shimano         | 45 points             |
| 2e                    | Alexander Kristoff    | Norvège               | Katusha               | 35 pts                |
| 3e                    | Danny van Poppel      | Pays-Bas              | Vacansoleil-DCM       | 30 pts                |
| modifier              |                       |                       |                       |                       |

### Classement du meilleur grimpeur
| Classement du meilleur grimpeur | Classement du meilleur grimpeur | Classement du meilleur grimpeur | Classement du meilleur grimpeur | Classement du meilleur grimpeur |
| ------------------------------- | ------------------------------- | ------------------------------- | ------------------------------- | ------------------------------- |
|                                 | Coureur                         | Pays                            | Équipe                          | Point(s)                        |
| 1er                             | Juan José Lobato                | Espagne                         | Euskaltel Euskadi               | 1 point                         |
| modifier                        |                                 |                                 |                                 |                                 |

### Classement du meilleur jeune
| Classement général du meilleur jeune | Classement général du meilleur jeune | Classement général du meilleur jeune | Classement général du meilleur jeune | Classement général du meilleur jeune |
|                                      | Coureur                              | Pays                                 | Équipe                               | Temps                                |
| ------------------------------------ | ------------------------------------ | ------------------------------------ | ------------------------------------ | ------------------------------------ |
| 1er                                  | Marcel Kittel                        | Allemagne                            | Argos-Shimano                        | en 4 h 56 min 52 s                   |
| 2e                                   | Danny van Poppel                     | Pays-Bas                             | Vacansoleil-DCM                      | m.t                                  |
| 3e                                   | Matteo Trentin                       | Italie                               | Omega Pharma-Quick Step              | m.t                                  |
| modifier                             |                                      |                                      |                                      |                                      |

### Classement par équipes
| Classement par équipes | Classement par équipes | Classement par équipes | Classement par équipes |
|                        | Équipe                 | Pays                   | Temps                  |
| ---------------------- | ---------------------- | ---------------------- | ---------------------- |
| 1re                    | Vacansoleil-DCM        | Pays-Bas               | en 14 h 50 min 36 s    |
| 2e                     | Orica-GreenEDGE        | Australie              | m.t                    |
| 3e                     | Lotto-Belisol          | Belgique               | m.t                    |
| modifier               |                        |                        |                        |